# Rehnuciera aristidei
Rehnuciera aristidei är en insektsart som först beskrevs av Marius Descamps och Christiane Amédégnato 1972.  Rehnuciera aristidei ingår i släktet Rehnuciera och familjen gräshoppor. Inga underarter finns listade i Catalogue of Life.